# آبشار مانکی
آبشار مانکی (به انگلیسی: Monkey Falls) آبشاری است که در هند واقع شده و ارتفاع کلی ریزشگاه آن ۱۸ متر است.